# Liste der Erzbischöfe von Brindisi
Die folgenden Personen waren Bischöfe und Erzbischöfe von Brindisi (Italien):
- Leucius
- Marco 325
- Proculo 350–362
- Pelino 362
- Ciprio 363
- Leone
- Sabino
- Eusebius
- Dionisio
- Giuliano I. 493
- Prezioso 680
- Magelpoto
- Paolo
- Teodosio 865–895
- Johannes I. 952–980
- Andrea 980–980
- Paone 980–983
- Gregor I. 987–996
- Johannes II. 996–1038
- Leonard
- Eustachius 1050–1071
- Gregor II. 1074–1080
- Godino 1085–1098
- Badovino 1100
- Nicola 1101–1105
- Guglielmo II. 1105–1118
- Bailardo 1122–1143
- Lupo 1144–1172
- Guglielmo III. 1173–1181
- Pietro 1183–1196
- Gerardo 1196–1212
- Pellegrino I. 1216–1222
- Giovanni III. 1224–1224
- Giovanni Santo L. 1225–1226
- Pietro Paparone 1231–1248
- Pellegrino II. 1254–1286
- Adenolfo 1288–1295
- Andrea Pandone 1296–1304
- Rodolfo 1304
- Bartolomeo 1306–1319
- Bertrando 1319–1333
- Guglielmo Isardi 1333–1344
- Guglielmo V. 1344–1346
- Galardo 1346–1348
- Giovanni delle Porta 1348–1353
- Pino Giso 1352–1378
- Gurello 1379–1382
- Marino del Giudice 1379–1380
- Riccardo de Rogeriis 1382–1409
- Vittore 1409–1411
- Paolo Romano 1411–1412
- Pandullo 1412–1414
- Aragonio Malaspina 1415–1418
- Paolo Romano 1418–1423
- Pietro Gattula 1423–1437
- Pietro Sambiasi 1437–1452
- Goffredo Caruso 1453–1471
- Francesco de Arenis 1477–1483
- Roberto Piscicelli 1484–1513
- Domingo Idiocáiz (Domenico Idiasches) (1513–1518)
- Gian Pietro Carafa (1518–1524), der spätere Papst Paul IV.
- Girolamo Aleandro (1524–1541)
- Francesco Aleandro 1542–1560
- Giovanni Carlo Bovio 1564–1570
- Bernardino Figueroa (1571–1586)
- Andrés de Ayardis (1591–1595)
- Giovanni de Pedrosa, O.S.B. 1598–1604
- Giovanni Falces 1605–1636
- Francesco Surgente 1638–1640
- Dionisio O’Driscol 1640–1650
- Lorenzo Rajnos 1652–1656
- Diego de Prado 1656–1657
- Francesco de Estrada 1659–1671
- Alfonso Alvarez Barba 1673–1676
- Emanuele Torres 1677–1679
- Giovanni de Torrecilla y Cardenas 1681–1688
- Francesco Ramirez 1689–1697
- Agostino Arellano 1698–1699
- Barnaba de Castro 1700–1707
- Pablo Vilana Perlas (1715–1723) (auch Erzbischof von Palermo)
- Andrea Maddalena 1724–1743
- Antonino Sersale (1743–1750) (Kardinal)
- Giovanni Angelo Ciocchi del Monte (1751–1759)
- Domenico Rovegno (1759–1763)
- Giuseppe de Rossi (1764–1778)
- Battista Rivellini (1778–1795)
- Annibale de Leo (1798–1814)
- Antonio Barretta (1818–1819)
- Giuseppe Maria Tedeschi (1819–1825)
- Pietro Consiglio (1826–1839)
- Diego Planeta (1841–1849)
- Giuseppe Rotondo (1850–1855)
- Raffaele Ferrigno (1856–1875)
- Luigi Maria Aguilar 1875–1892
- Salvatore Palmieri (1893–1905)
- Luigi Morando (1906–1909)
- Tommaso Valeri, O.F.M. (1910–1942)
- Francesco de Filippis (1942–1953)
- Nicola Margiotta (1953–1975)
- Settimio Todisco (1975–2000)
- Rocco Talucci (2000–2012)
- Domenico Caliandro (2012–2022)
- Giovanni Intini (seit 2022)